# Mont Takahé
Le mont Takahé est un volcan bouclier d'Antarctique occidental situé en arrière de la côte de Walgreen, en terre Marie Byrd, environ 64 km au sud-est du mont Toney. De forme circulaire large d'environ 29 km avec une caldeira de 8 km de diamètre, il forme un massif montagneux isolé occupant un volume de 780 km3, ce qui en fait un volcan imposant, s'élevant à 3 460 m. Il est géologiquement très jeune, les roches les plus anciennes n'ayant que 310 000 ans. Ses dernières éruptions datent peut-être de 5500 avant l’ère commune, de sorte qu'il n'est peut-être pas éteint.
Il a été baptisé en référence au takahé du Sud, un oiseau incapable de voler, endémique de l'île du Sud de la Nouvelle-Zélande.

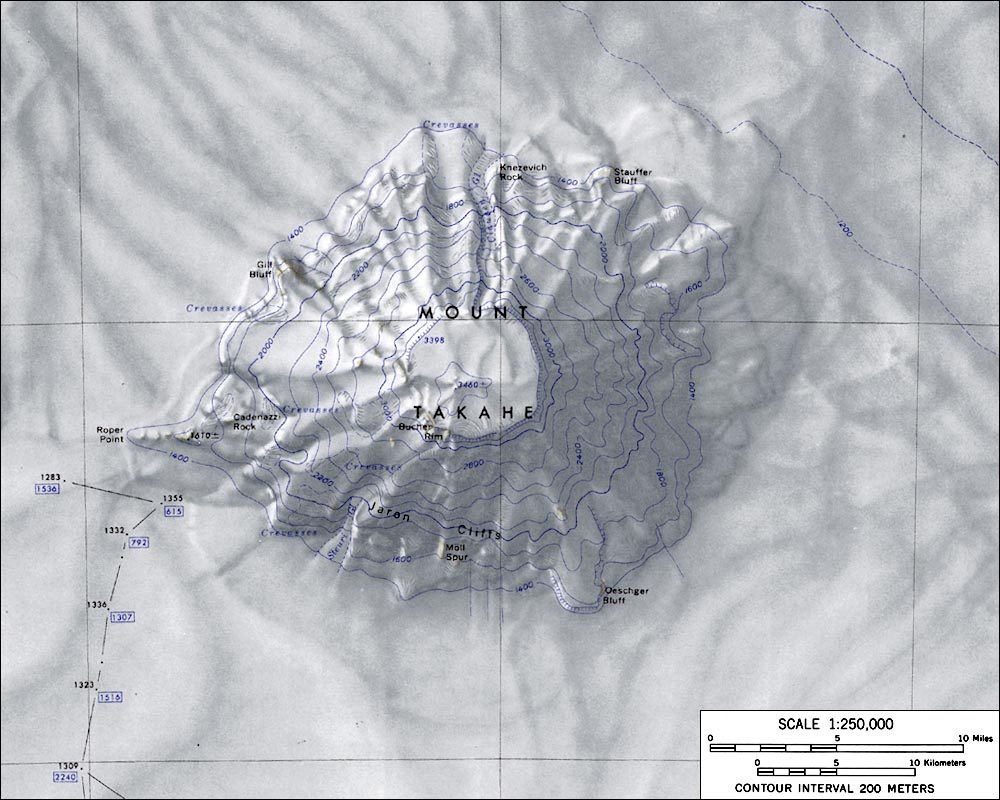
Carte topographique du mont Takahé.